# Watuagung (Tambak)
Watuagung is een bestuurslaag in het regentschap Banyumas van de provincie Midden-Java, Indonesië. Watuagung telt 9416 inwoners (volkstelling 2010).